# هوك تايلور
هوك تايلور (بالإنجليزية: Hawk Taylor)‏ هو لاعب كرة قاعدة أمريكي، ولد في 3 أبريل 1939 في متروبوليس في الولايات المتحدة، وتوفي في 9 يونيو 2012 في بادوكا في الولايات المتحدة.

## وصلات خارجية
- هوك تايلور على موقعبيزبول رفرنس.كوم (الدوري الرئيسي) (الإنجليزية)
- هوك تايلور على موقعبيزبول رفرنس.كوم (الدوري الثانوي) (الإنجليزية)
- هوك تايلور على موقع جمعية أبحاث البيسبول الأمريكية (الإنجليزية)